# Литература и жизнь
Литерату́ра и жизнь — литературная газета, орган правления СП РСФСР. Выходила 3 раза в неделю с 6 апреля 1958 до конца 1962 года.
Основана Постановлением Бюро ЦК КПСС по РСФСР от 4 декабря 1957 в связи с решением о создании СП РСФСР. До № 109 орган оргкомитета, затем официальный орган Правления СП РСФСР. Публиковала прозу, стихи, литературно-критические статьи. Реорганизована в еженедельник «Литературная Россия».
Главные редакторы
- 1958—1961 — В. Полторацкий.
- 1961—1962 — К. Поздняев (затем возглавил «Литературную Россию»).